# Deutsche Nationalsozialistische Arbeiterpartei (Österreich)
Die Deutsche Nationalsozialistische Arbeiterpartei (DNSAP) war eine radikal völkische, antikapitalistische, antimarxistische und antisemitische Partei in Deutschösterreich bzw. der Ersten Republik.
Sie entstand im Mai 1918 durch Umbenennung aus der Deutschen Arbeiterpartei (DAP), die in Österreich-Ungarn sowohl im österreichischen Kernland als auch bei Deutschböhmen und Deutschmährern sowie in Österreichisch-Schlesien aktiv war. Nach dem Zusammenbruch der Habsburgermonarchie spaltete sie sich 1919 in einen österreichischen, einen tschechoslowakischen und einen polnischen Zweig. Diese betrachteten sich zwar als „Schwesterparteien“, waren aber organisatorisch selbstständig. Mitte 1923 besaß die Partei 34.000 Mitglieder.
Ab 1920 gab es auch eine Kooperation mit der NSDAP in der Weimarer Republik. Die österreichische DNSAP verschwand aber bald in der Bedeutungslosigkeit und spaltete sich in mehrere Splittergruppen, wobei insbesondere das Verhältnis zur deutschen NSDAP und ihrem Führer Adolf Hitler strittig war.

## Geschichte

### Gründung
Die 1903 gegründete DAP war vor allem unter deutschsprachigen Arbeitern in Böhmen und Mähren verwurzelt und mit der völkischen Gewerkschaftsbewegung verbunden. Bereits 1913 hatte sie ein radikal völkisches und antisemitisches, aber auch antikapitalistisches, antimarxistisches und sozialstaatliches Programm angenommen und über den Namensbestandteil ‚nationalsozialistisch‘ diskutiert. Während des Ersten Weltkriegs hatte sie sich noch weiter radikalisiert. Die erneuerte programmatische Ausrichtung zum „Nationalsozialismus“ sollte dabei auch im Parteinamen zum Ausdruck gebracht werden. Auf einem Reichsparteitag in Wien am 4. und 5. Mai 1918 wurde deshalb die Umbenennung zur Deutschen Nationalsozialistischen Arbeiterpartei beschlossen.
Dazu wurde auch ein neues, im Wesentlichen vom mährischen Ingenieur Rudolf Jung verfasstes Programm verkündet, das den energischen Schutz des Auslandsdeutschtums sowie die gesetzliche Einführung der deutschen Staatssprache forderte. Die Gegnerschaft der alten DAP gegenüber der tschechischen Arbeiterschaft und ausländischen Arbeitskräften im Allgemeinen sowie gegenüber Finanzkapital, Juden und Marxismus wurde fortgesetzt. Erstmals wurde aber auch demokratischer Pluralismus abgelehnt.
Der nach dem Zusammenbruch der Donaumonarchie im Oktober/November 1918 von der DNSAP geforderte Anschluss Österreichs als Bundesstaat an das Deutsche Reich unterblieb und wurde durch den Vertrag von Saint-Germain ausdrücklich verboten.
Als die sudetendeutschen Gebiete vom österreichischen Staat abgetrennt wurden, sah sich die DNSAP vielmehr gezwungen, in Österreich Wahlbündnisse mit den Deutschnationalen zu schließen, obwohl sie solche Einigungsbestrebungen und „gemeinsame Listen“ noch im November 1918 abgelehnt hatte. Zugleich wurde die „Reichsparteileitung“ in die Kanzlei des Wiener Rechtsanwalts Walter Riehl am Wiener Stephansplatz verlegt. Dort wurde auf einer Parteileitersitzung am 29. Dezember 1918 Hans Knirsch als Erster Reichsparteiobmann bestätigt, Walter Riehl zum Zweiten und Ferdinand Burschofsky zum Dritten Obmann gewählt. Zudem wurde eine Frauenorganisation, der „Nationalsozialistische Frauenverein“, gegründet, dem Riehls Frau Elly vorstand. Frauen waren an der DNSAP relativ stark beteiligt, jedenfalls im Vergleich zur späteren NSDAP in Deutschland. Der führende Programmatiker der Partei, Rudolf Jung, war aus dem nun tschechoslowakischen Böhmen ausgewiesen worden und übersiedelte nach Salzburg.

### Wahlen und Kooperationen
Bei den Wahlen zur Konstituierenden Nationalversammlung am 16. Februar 1919 erhielt die DNSAP nur 23.431 Stimmen und konnte keinen Abgeordneten stellen. Allein in Salzburg schnitt die Partei relativ gut ab. Bei der Landtagswahl vom 6. April 1919 wurde in Salzburg sogar ein Ergebnis erzielt, das es ermöglichte, zwei Abgeordnete in den Salzburger Landtag zu entsenden. Die Schaffung einer „zwischenstaatlichen Kanzlei“, die die Arbeit der Nationalsozialisten in Österreich, der Tschechoslowakei, Polen und Deutschland koordinieren sollte, wurde zunächst verschoben. Am 8. Dezember 1919 fand ein „Staatsparteitag“ der DNSAP in Österreich statt. Dort wurde als wichtigster Grundsatz die „Zusammenfassung des gesamten deutschen Siedlungsgebietes in Europa zum sozialen deutschen Reiche“ beschlossen. Riehl wurde einstimmig zum Obmann für Österreich gewählt.
Ab 1920 wurde das Hakenkreuz dem Parteizeichen hinzugefügt, das zuvor nur aus Hammer und Eichenlaub bestanden hatte, und man nahm Kontakt zur Schwesterpartei DAP in München auf, die sich bald darauf in NSDAP umbenannte. Im August 1920 hielten die österreichische und die tschechoslowakische DNSAP sowie die deutsche NSDAP in Salzburg eine „zwischenstaatliche Tagung“ ab. Anschließend leitete Riehl in Wien eine „zwischenstaatliche Kanzlei“ und nannte sich vorübergehend „Führer der nationalsozialistischen Bewegung Großdeutschlands“. Zwischen 1920 und 1922 kam auch immer wieder Adolf Hitler zu Parteiveranstaltungen nach Österreich und hielt Reden bei Tagungen und Vorträgen. Die österreichische DNSAP war zunächst bestrebt, im Rahmen des parlamentarischen Systems zu agieren und mit anderen Parteien zu kooperieren und Kompromisse zu schließen. So schloss sie beispielsweise zur Landtagswahl in Salzburg 1922 ein antisemitisches Bündnis mit Christsozialen und Freiheitlichem Bauernbund unter dem Namen Christlichnationale Wahlgemeinschaft, die die Wahl auch gewann, wodurch die DNSAP absprachegemäß ein Mandat erhielt.

### Krise und Spaltungen
Anders als Hitler, der damals auf außerparlamentarischen Kampf und revolutionäre Taktik setzte, fühlten sich die Funktionäre der österreichischen DNSAP einigermaßen demokratischen Spielregeln verpflichtet. Auf dem länderübergreifenden Parteitag der deutschen, österreichischen und sudetendeutschen Nationalsozialisten im August 1923 in Salzburg eskalierte der Richtungsstreit. Während Riehl bei der anstehenden Nationalratswahl im Oktober 1923 ein Wahlbündnis mit der Großdeutschen Volkspartei (GDVP), mithin eine Fortsetzung des parlamentarischen Weges anstrebte, plante Hitler eine gewaltsame Machtergreifung nach dem Vorbild von Mussolinis Marsch auf Rom. Da sich die Delegierten zu keinem Beschluss in dieser Frage durchringen konnten, setzten sie einen „Führerausschuss“ ein, dem Hitler vorstand und Hermann Esser als weiterer Vertreter aus dem Deutschen Reich, Riehl und Karl Schulz für Österreich und Rudolf Jung für die Deutschen in der Tschechoslowakei angehörten. Neben den Riehl- und den Schulz-Flügel traten als dritte Richtung die überwiegend jungen, fanatischen Hitleranhänger, die die faschistischen Strukturen und revolutionären „Münchener Methoden“ der NSDAP auch auf Österreich übertragen wollten. Es setzte sich die Schulz- und Hitler-Richtung durch, die für eine Wahlenthaltung bei der Nationalratswahl 1923 eintrat.
Riehl trat Ende 1923 vom Parteivorsitz zurück, nachdem er den gescheiterten Hitlerputsch in München abgelehnt hatte. Sein Nachfolger wurde der aus Mähren geflohene Telegraphenbeamte Karl Schulz, der dem gewerkschaftsnahen „linken“ Parteiflügel zugerechnet wurde. Während der Festungshaft Hitlers und der Illegalität der NSDAP unterstützten die österreichischen Nationalsozialisten die deutsche Schwesterpartei durch die Lieferung von Geld und Druckerzeugnissen nach München. 1924 kam es zur ersten Spaltung der Partei: Riehl wurde wegen „parteischädigenden Verhaltens“ ausgeschlossen und gründete mit seinen Anhängern den „Deutschsozialen Verein“, der völlig bedeutungslos bleiben sollte. Die verbleibende Rumpfpartei wurde nach ihrem Vorsitzenden als „Schulzgruppe“ bezeichnet. Beide Gruppen befehdeten sich fortan.
Am 4. Mai 1926 kam es schließlich zu einer weiteren Spaltung. Der Wiener Mittelschullehrer Richard Suchenwirth gründete den Nationalsozialistischen Deutschen Arbeiterverein, aus dem kurz darauf die ganz auf die deutsche NSDAP ausgerichtete österreichische NSDAP hervorging. Sie trug die Zusatzbezeichnung „Hitler-Bewegung“ und band forthin die radikalen großdeutschen Sympathisanten an sich. Die beiden Splittergruppen der DNSAP verloren mehr und mehr an Bedeutung. Die Schulz-Gruppe trat bei der Nationalratswahl 1927 als Teil der bürgerlichen Einheitsliste an, bei der Nationalratswahl 1930 im Rahmen des Schoberblocks. 1930 trat schließlich sogar Walter Riehl in die österreichische NSDAP ein, trat aber nicht mehr politisch hervor. Die Schulzgruppe löste sich 1935 auf.